# ریبنیک (ناحیه وستی ناد اورلیتسی)
ریبنیک (به چکی: Rybník) یک منطقهٔ مسکونی در جمهوری چک است که در ناحیه اوستی ناد اورلیتسی واقع شده‌است. ریبنیک ۱۱٫۱۳ کیلومتر مربع مساحت و ۸۲۴ نفر جمعیت دارد و ۳۸۵ متر بالاتر از سطح دریا واقع شده‌است.